# 安積町長久保
安積町長久保（あさかまち ながくぼ）は、福島県郡山市に所在する町丁である。郵便番号は963-0105。

## 地理
郡山市南部の行政区である安積町に属する。北で成山町、東で安積、南西で安積町南長久保、大槻町（飛地）、西で安積町成田、北西で安積町笹川（飛地）とそれぞれ隣接する。安積第一から第三土地区画整理事業が実施された区域のうち、最東端部のあたりを範囲とする。一級市道22号安積成田線を境に以北に東より一、二丁目が、以南に三から五丁目が設置され、住宅地が広がっている。笹川二丁目に所在する郡山警察署笹川交番、および安積二丁目に所在する郡山消防署安積分署がそれぞれ管轄にあたる。

## 世帯数と人口
2024年1月1日現在の世帯数と人口は以下の通りである。
| 町丁         | 世帯数    | 人口    |
| ------------ | --------- | ------- |
| 安積町長久保 | 1,597世帯 | 3,495人 |

## 小・中学校の学区
市立小・中学校に通う場合、学区は以下の通りとなる。
| 番地       | 小学校                 | 中学校                 |
| ---------- | ---------------------- | ---------------------- |
| 一、二丁目 | 郡山市立安積第一小学校 | 郡山市立安積中学校     |
| 三～五丁目 | 郡山市立安積第三小学校 | 郡山市立安積第二中学校 |

## 交通

### 道路
- 一級市道22号安積成田線
- 一級市道26号安積成山線

## 施設等
- 坪井病院
- 郡山インターナショナルスイミングスクール
- かわちや 安積店
- セブンイレブン 郡山安積町店
- ファミリーマート 郡山安積町長久保店
- 郡山観光交通
- 市営長久保団地
- 長久保公園